# Adoretus lacunus
Adoretus lacunus är en skalbaggsart som beskrevs av Hermann Julius Kolbe 1914. Adoretus lacunus ingår i släktet Adoretus och familjen Rutelidae. Inga underarter finns listade i Catalogue of Life.